# David Tarka
David Neil Tarka (né le 11 février 1983 à Perth en Australie) est un footballeur international australien, qui évoluait au poste de défenseur.

## Biographie

### Carrière en sélection
Avec l'équipe d'Australie, il dispute 2 matchs (pour aucun but inscrit) en 2004. Il figure notamment dans le groupe des sélectionnés lors de la Coupe d'Océanie de 2004.
Il participe également aux JO de 2004.

## Palmarès
| Perth Glory - Championnat d'Australie (1) : - Vainqueur : 2002-03. |  | Australie - Coupe d'Océanie (1) : - Vainqueur : 2004. |